# Egnatioides fumatus
Egnatioides fumatus är en insektsart som beskrevs av Oleg V. Shumakov 1963. Egnatioides fumatus ingår i släktet Egnatioides och familjen gräshoppor. Inga underarter finns listade i Catalogue of Life.